# 德意志联邦邮政柏林

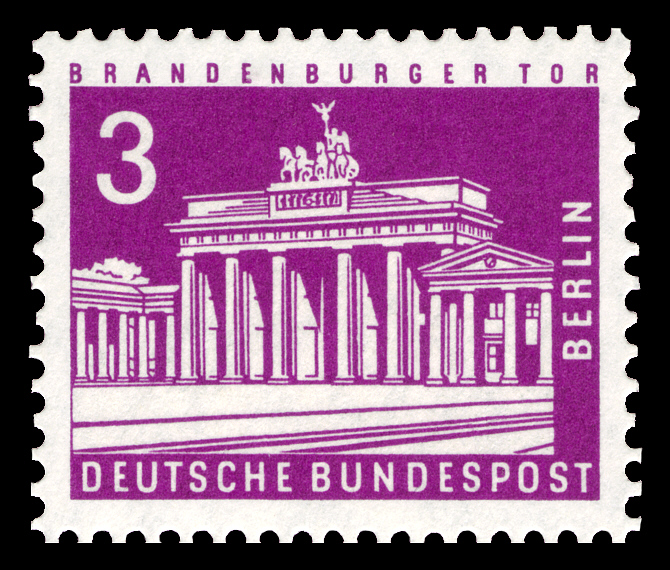
西柏林邮政发行的一枚邮票，图案为勃兰登堡门。

德意志联邦邮政柏林（德語：Deutsche Bundespost Berlin），通称“西柏林邮政”，是1949年至1990年期间为西柏林提供邮政和电信服务的政府机构。虽然名称中带有“德意志联邦邮政”，但该机构在存续期间为独立实体，与西德的德国联邦邮政（德国邮政前身）在法律上并无关联。

## 简介
二战后，盟国管制理事会以“柏林市政当局”（Stadt Berlin）名义发行了邮票。之后因柏林封锁事件，苏联占领区与西方占领区的邮路中断。此后柏林苏占区将剩余的“柏林市政当局”邮票加盖“苏联占领区”（Sowjetische Besatzungs Zone）字样继续使用；柏林的西方占领区则将德国邮政的邮票加盖上“柏林”（Berlin）字样使用，之后更发行了自己的邮票。邮票起初的铭记是“德国邮政”（Deutsche Post），1952年改为“德国邮政柏林”（Deutsche Post Berlin），1955年改为“德意志联邦邮政柏林”，全部以西德马克标明面值。
1990年，两德统一，西柏林邮政正式并入联邦德国的德意志联邦邮政。